# سرفيل كوبتداغي
سرفيل كوبتداغي (الاسم العلمي:Physocaulis kopetdaghense) هو نوع غير مؤكد من النباتات يتبع جنس السرفيل المنفوخ من الفصيلة الخيمية.